# Karl Dyall

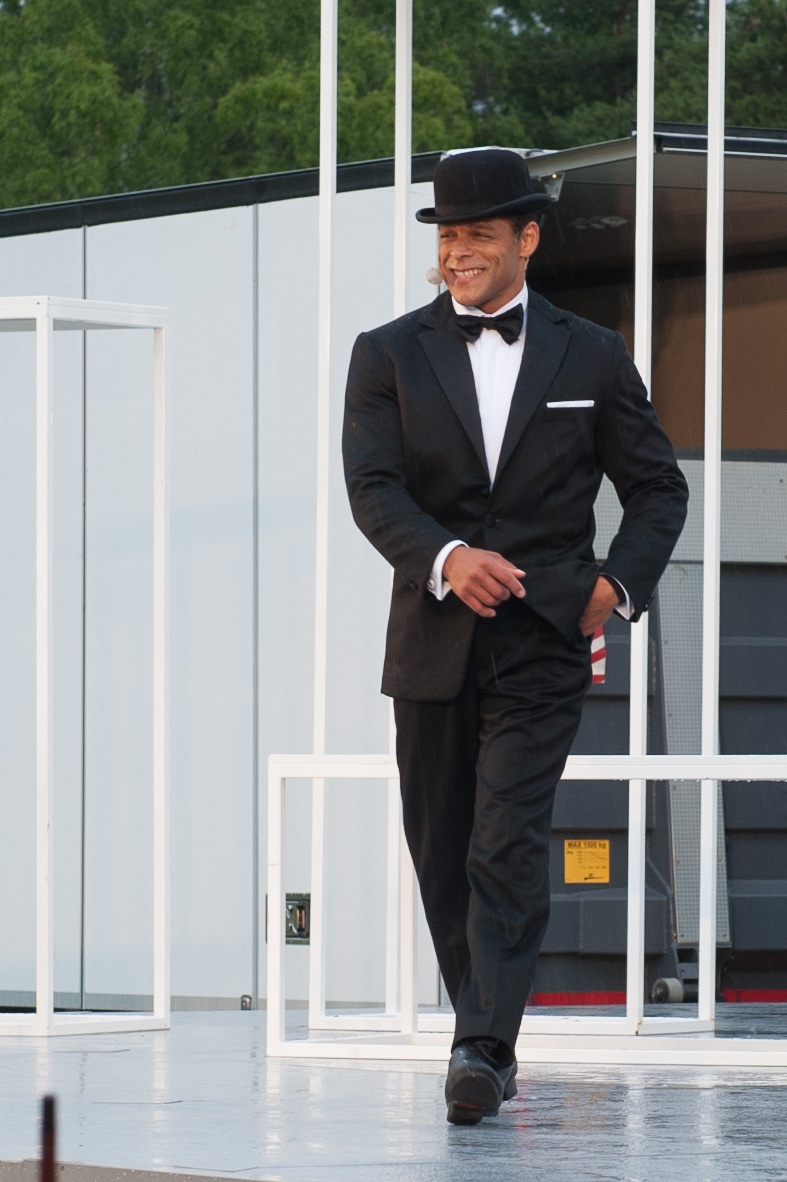
Karl Dyall i From Sammy with Love på Nytorps gärde i Stockholm, juni 2015.

Karl Anders Fabian Dyall, född 11 februari 1967 i London, är en svensk dansare, koreograf, sångare, skådespelare och idrottare.

## Biografi
Dyalls mor var svensk och fadern kom från Guyana. Fadern Colin Dyall, var jazz- och funkmusiker och familjen bodde också i cirka fem år i Västindien. Han är yngre bror till sångerskan Sharon Dyall. När Karl Dyall var 11 år flyttade familjen till Sverige och bodde då i Märsta.
Dyall var något av en företrädare för streetdansen i Sverige. Han blev svensk mästare i Breakdance 1984 och Freestyledans 1986. Han var en av ursprungsmedlemmarna i dansgruppen BouncE och han koreograferade och dansade i den. Dyall gjorde scendebut i musikalen Fantomen på Scalateatern i Stockholm 1984 och har sedan dess medverkat i en lång rad produktioner.
Han komponerade filmmusiken till Stockholmsnatt och fick en guldskiva för titelspåret. Han tilldelades Guldmask för bästa manliga huvudroll i Fame på Chinateatern 1992. 
Dyall spelade Emilio i TV-serien Rederiet och har haft ledande roller i musikaler som A Chorus Line, West Side Story, Cabaret, Othello, Little Shop of Horrors och Singin in the Rain. Han har också gjort musik till Peter Flacks revyer och till en rad dansnummer. Som koreograf har han bland annat arbetat med Ainbusk Singers och Stjärndamm på Folkoperan. Han gjorde även koreografin till musikalen Hur man lyckas i business utan att bli utbränd på Intiman i Stockholm 2004. Dyall var en av initiativtagarna till dansgruppen BouncE. Han gjorde själv koreografin till sin roll "Tyron" i musikalen "Fame", där koreografin har lånats i olika länder. Han har samarbetat med Eva Rydberg på Fredriksdalsteatern i Helsingborg och medverkat i olika underhållningsprogram i tv bland annat Så ska det låta, Allsång på Skansen, Fångarna på fortet, Sing along och Melodifestivalen . För sina insatser för dansen i Sverige mottog Dyall 2008 Gunilla Roempkes dansstiftelses pris och även Carina Aris guldmedalj 2015.
Tillsammans med bland andra Anneli Alhanko är han ett av affischnamnen för dansskolan Base 23 i Stockholm, som öppnade i januari 2010.
Han har representerat Sverige vid VM i Tae Kwon Do. 2011 startade han träningscentret  CrossFit Solid, med vännerna Joachim Bergström och Rennie Mirro. Han var Europa 1:a i CrossFit 2012 i +45 kategorin och placerade sig 7:a i VM (Reebok Crossfit Games). 2014 tog han brons vid Reebok Crossfit Games. Samma år tilldelades han Guldhjärtat för årets förebild inom fitnessindustrin vid Fitnessfestivalen.
Dyall kunde 2020-2021 ses som talesperson för pyramidspelsföretaget CROWD1 där han bland annat figurerat vid deras event, online samt även i en intervjuliknande film där företaget försöker försvara sig efter en dokumentär från BBC Africa. I filmen förklaras hur CROWD1 lurar pengar av många miljoner användare, många av dem redan relativt fattiga afrikaner.

## Filmografi
- 1984 – Freak Out (TV-serie)
- 1987 – Stockholmsnatt
- 1994 – Rederiet (TV-serie)
- 1995 – NileCity 105,6 (TV-serie)
- 2003 – De magiska skorna (röst)
- 2004 – Gustaf (röst)
- 2006 – Min vän Charlotte (röst som gåsen Golly)
- 2013 – Kalle med K (TV-serie)
- 2014 – From Sammy with love (TV-serie)
- 2019 – Aladdin (röst som Anden)

## Teater

### Roller
| År   | Roll             | Produktion                                                                                               | Regi                | Teater                                             |
| ---- | ---------------- | --- | ------------------- | -------------------------------------------------- |
| 1990 | Pedro            | Senor Sjöbo Mauricio Rosencof och Jaime Roos                                                             | Lars Göran Carlson  | Parkteatern                                        |
| 1991 | Jim              | Huck Finn (The Adventures of Huckleberry Finn) Mark Twain                                                | Thomas Oredsson     | Örebro länsteater                                  |
| 1991 |                  | En doft av honung (A Taste of Honey) Shelagh Delaney                                                     | Kerstin Svedberg    | Örebro länsteater                                  |
| 1991 |                  | Red Army                                                                                                 |                     | Örebro länsteater                                  |
| 1993 | Tyrone Jackson   | Fame Steven Margoshes, José Fernandez och Jacques Levy                                                   | Runar Borge         | Chinateatern                                       |
| 1994 | Medverkande      | Musical Express                                                                                          | Hans Marklund       | Turné                                              |
| 1994 | Konferenciern    | Cabaret John Kander, Fred Ebb och Joe Masteroff                                                          | Lars-Erik Liedholm  | Intiman                                            |
| 1996 | Paul             | A Chorus Line Marvin Hamlisch, James Kirkwood, Nicholas Dante, Edward Kleban                             | Thomas Ryberger     | Riksteatern/ Stora teatern                         |
| 1997 | Bernardo         | West Side Story Leonard Bernstein, Stephen Sondheim och Arthur Laurents                                  | Richard Herrey      | Oscarsteatern                                      |
| 1998 | Seymour Krelborn | Little Shop of Horrors Alan Menken och Howard Ashman                                                     | Magnus Bergquist    | Östgötateatern                                     |
| 1999 | Othello          | Othello William Shakespeare                                                                              | Eva Gröndahl        | Riksteatern                                        |
| 2000 | Döden            | Stjärndamm Kerstin Nerbe och Tua Forsström                                                               | Inger Åby           | Folkoperan                                         |
| 2003 | Bernardo         | West Side Story Leonard Bernstein, Stephen Sondheim och Arthur Laurents                                  | Ronny Danielsson    | Malmö Opera                                        |
| 2004 | Booth            | Topdog/Underdog Suzan-Lori Parks                                                                         | Anna Takanen        | Stockholms stadsteater                             |
| 2005 |                  | Kharmen Georges Bizet och Rikard Bergqvist                                                               | Rikard Bergqvist    | Göteborgs stadsteater                              |
| 2006 | Cosmo Brown      | Singin' in the rain Betty Comden, Adolph Green, Arthur Freed och Nacio Herb Brown                        | Bo Hermansson       | Oscarsteatern                                      |
| 2008 | Medverkande      | Showbusiness: A Hollywood tribute                                                                        | Roine Söderlundh    | Grand Hôtel, Stockholm, flyttad till Oscarsteatern |
| 2010 | Cosmo Brown      | Singin' in the rain Betty Comden, Adolph Green, Arthur Freed och Nacio Herb Brown                        | Bo Hermansson       | Oscarsteatern                                      |
| 2012 | Medverkande      | From Sammy with love Jonna Nordenskiöld                                                                  | Jonna Nordenskiöld  | Stockholms stadsteater                             |
| 2013 | Bernardo         | West Side Story Leonard Bernstein, Stephen Sondheim och Arthur Laurents                                  | Ronny Danielsson    | Stockholms stadsteater                             |
| 2014 | CC               | Flashdance the musical Tom Hedley och Robert Cary                                                        | Anders Albien       | Chinateatern                                       |
| 2014 | Othello          | Othello William Shakespeare                                                                              | Ole Anders Tandberg | Stockholms stadsteater                             |
| 2018 | Ozzie            | On The Town Betty Comden, Adolph Green och Leonard Bernstein                                             | Roine Söderlundh    | Kulturhuset Spira                                  |
| 2019 | Curtis           | En värsting till syster (Sister Act) Alan Menken, Glenn Slater, Cheri Steinkellner och Bill Steinkellner | Anders Albien       | Chinateatern                                       |
| 2022 | Zero             | Roberts Broberg- och dalbana Jonna Nordenskiöld                                                          | Jonna Nordenskiöld  | Kulturhuset Stadsteatern                           |
| 2022 | Bill Devaney     | The Bodyguard Alexander Dinelaris Jr.(en)                                                                | Thomas Agerholm     | Chinateatern                                       |

### Koreografi
| År   | Produktion                                                                                      | Upphovsmän | Regi                      | Teater                                                |
| ---- | ----------------------------------------------------------------------------------------------- | --- | ------------------------- | ----------------------------------------------------- |
| 1990 | Senor Sjöbo                                                                                     | Mauricio Rosencof och Jaime Roos Översättning Lars Göran Carlson och Finn Zetterholm                                                | Lars Göran Carlson        | Parkteatern Koreografi tillsammans med Tine Matulessy |
| 1993 | Fame                                                                                            | |                           |                                                       |
| 1998 | Rot                                                                                             | |                           | Dansens hus                                           |
| 2000 | Stjärndamm                                                                                      | Kerstin Nerbe och Tua Forsström | Inger Åby                 | Folkoperan                                            |
| 2002 | Disco Kung Fu (fightkoreograf)                                                                  | |                           |                                                       |
| 2003 | Hur man lyckas i business utan att bli utbränd How to Succeed in Business Without Really Trying | Frank Loesser, Abe Burrows, Jack Weinstock, Willie Gilbert Översättning och bearbetning Thomas Ryberger, Anders Albien, Jan Radesjö | Peter Björk Anders Albien | Intiman                                               |
| 2003 | Kaos i folkparken                                                                               | Adde Malmberg, Johan Schildt och Robert Sjöblom                                                                                     | Jan Hertz                 | Fredriksdalsteatern                                   |
| 2004 | Mölle by the sea                                                                                | |                           |                                                       |
| 2004 | Schlageryra i folkparken                                                                        | Adde Malmberg, Johan Schildt och Robert Sjöholm                                                                                     | Adde Malmberg             | Intiman                                               |
| 2005 | Schlageryran                                                                                    | |                           |                                                       |
| 2005 | Pippi Långstrump                                                                                | |                           | Kungliga Operan                                       |
| 2008 | My Fair Lady                                                                                    | Frederick Loewe och Alan Jay Lerner                                                                                                 | Tomas Alfredson           | Oscarsteatern                                         |
| 2010 | Bling! (House)                                                                                  | |                           |                                                       |
| 2014 | En dans på rosor (två nummer)                                                                   | |                           |                                                       |
| 2018 | Camera                                                                                          | Jan-Erik Sääf och Staffan Aspegren                                                                                                  | Eva Gröndahl              | Östgötateatern                                        |

### Fotnoter
1. ↑  http://www.stadsteatern.stockholm.se/index.asp?pjaser/westsidestory.asp&main Arkiverad 18 oktober 2013 hämtat från the Wayback Machine.
2. ↑  ”Karl Dyall — Del 1”. 5678.se. Arkiverad från originalet den 18 april 2013. https://archive.is/20130418022258/http://www.5678.se/nyheter/karl-dyall-1/.
3. ↑  Lars Linder (10 februari 1991). ”Musikal med hjärta landar rätt i tiden”. Dagens Nyheter:  s. 16. http://arkivet.dn.se/arkivet/tidning/1992-02-10/39/16. Läst 29 maj 2016.
4. ↑  Marcus Boldemann (24 januari 1993). ”Unga dansare höjdpunkt i spretig 'Fame'”. Dagens Nyheter. http://www.dn.se/arkiv/kultur/unga-dansare-hojdpunkt-i-spretig-fame/. Läst 29 maj 2016.
5. ↑  Martin Nyström (5 september 1994). ”Magnifik Petra Nielsen i 'Cabaret'”. Dagens Nyheter. http://www.dn.se/arkiv/teater/magnifik-petra-nielsen-i-cabaret/. Läst 29 maj 2016.
6. ↑  Martin Nyström (7 januari 1996). ”'A chorus line' med allvar i”. Dagens Nyheter. http://www.dn.se/arkiv/teater/a-chorus-line-med-allvar-i/. Läst 29 maj 2016.
7. ↑  ”West Side Story”. Musikverket. http://calmview.musikverk.se/CalmView/Record.aspx?src=CalmView.Performance&id=PERF9089&pos=172. Läst 12 juni 2015.
8. ↑  Pia Huss (21 mars 1999). ”En tragedi som angår alla. Eva Gröndahls 'Othello' både roar och oroar”. Dagens Nyheter. http://www.dn.se/arkiv/teater/teater-en-tragedi-som-angar-alla-eva-grondahls-othello-bade/. Läst 29 maj 2016.
9. ↑  Rikard Loman (14 september 2003). ”Strålande musikal med makaber aktualitet”. Dagens Nyheter. http://www.dn.se/arkiv/kultur/stralande-musikal-med-makaber-aktualitet/. Läst 29 maj 2016.
10. ↑  ”Singin' in the Rain”. Chinateatern. Arkiverad från originalet den 19 september 2015. https://web.archive.org/web/20150919161043/http://www.oscarsteatern.se/show/singinin-the-rain/. Läst 3 september 2015.
11. ↑  ”Showbusiness: A Hollywood tribute”. Chinateatern. Arkiverad från originalet den 23 september 2015. https://web.archive.org/web/20150923202930/http://www.chinateatern.se/show/showbusiness-a-hollywood-tribute/. Läst 3 september 2015.
12. ↑  ”Singin' in the Rain”. Chinateatern. Arkiverad från originalet den 23 september 2015. https://web.archive.org/web/20150923202934/http://www.chinateatern.se/show/singinin-the-rain/. Läst 3 september 2015.
13. ↑  ”Cast/Musiker”. Flashdance the musical. Arkiverad från originalet den 20 juni 2015. https://web.archive.org/web/20150620002757/http://www.flashdance-themusical.se/om-showen/castmusiker/. Läst 3 september 2015.
14. ↑  ”On The Town”. Smålands musik & teater. https://www.smot.se/on-the-town. Läst 2 mars 2018.
15. ↑  ”En värsting till syster”. showtic.se. https://showtic.se/forestallningar/varsting-till-syster/ensemble/. Läst 16 mars 2019.
16. ↑  Marcus Boldemann (31 januari 2003). ”Sprakande föreställning. Trots mossig kvinnosyn är det något ungdomligt påfluget över Intimans nya musikal”. Dagens Nyheter. Arkiverad från originalet den 10 augusti 2016. https://web.archive.org/web/20160810111710/http://www.dn.se/arkiv/kultur/sprakande-forestallning-trots-mossig-kvinnosyn-ar-det-nagot-ungdomligt-pafluget/. Läst 29 maj 2016.
17. ↑  ”My Fair Lady”. Chinateatern. Arkiverad från originalet den 23 september 2015. https://web.archive.org/web/20150923202911/http://www.chinateatern.se/show/my-fair-lady/. Läst 3 september 2015.